# Oakland Raiders 2015
La stagione 2015 degli Oakland Raiders è stata la 46ª della franchigia nella National Football League, la 56ª complessiva e la prima sotto la direzione del nuovo capo-allenatore Jack Del Rio. Malgrado un netto miglioramento rispetto alla stagione precedente, terminata con un record di 3-13, la squadra fu eliminata dalla corsa per un posto nei playoff con la sconfitta nella settimana 15 contro i Green Bay Packers.

## Scelte nel Draft 2015

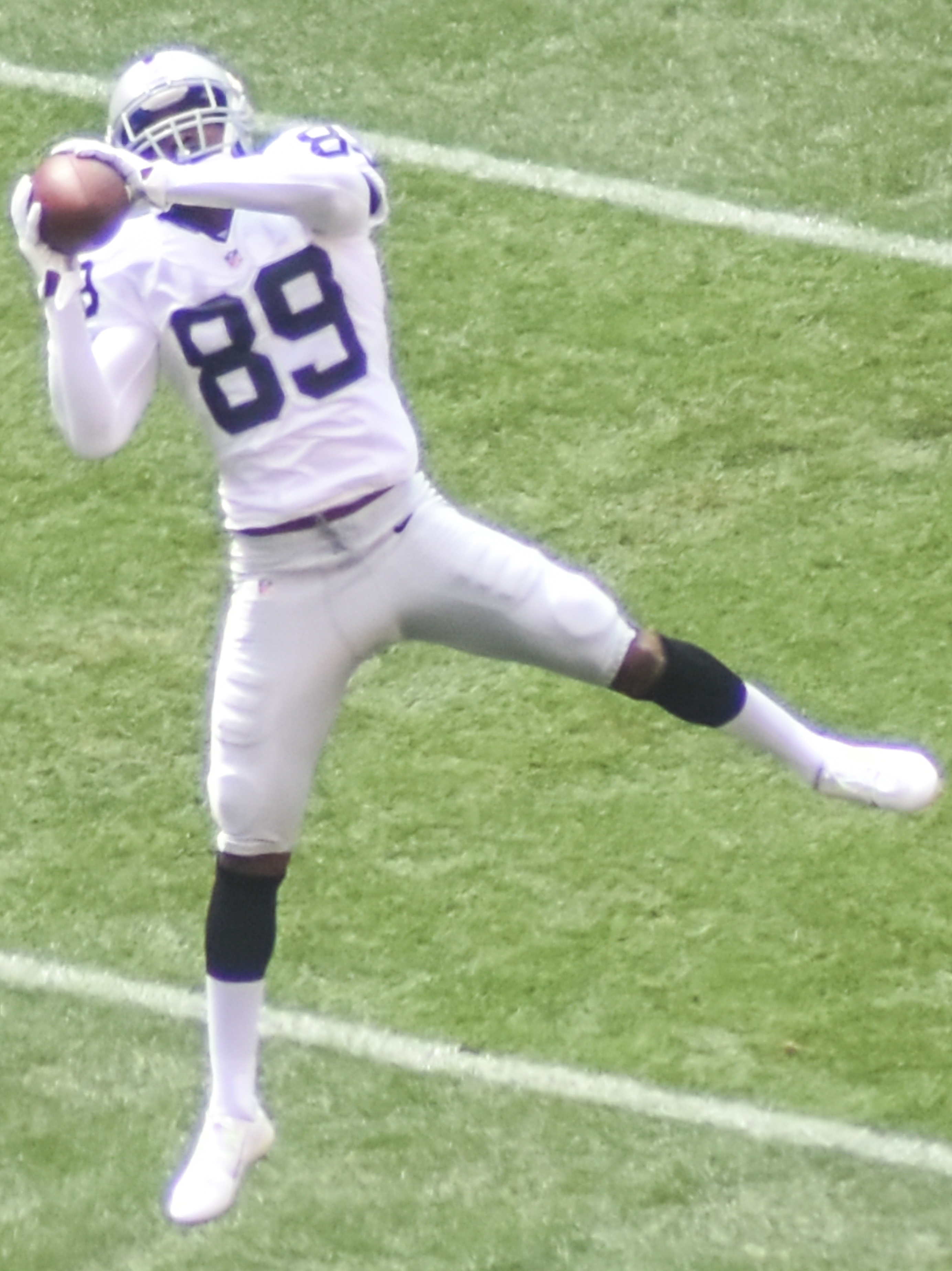
Amari Cooper fu scelto come quarto assoluto dai Raiders nel Draft 2015

I Raiders hanno compiuto le seguenti scelte nel Draft 2015:
| Scelte dei Raiders nel Draft 2015 |        |                    |       |                 |
| Giro                              | Scelta | Giocatore          | Ruolo | College         |
| 1º                                | 4ª     | Amari Cooper       | WR    | Alabama         |
| 2º                                | 35ª    | Mario Edwards Jr.  | DE    | Florida State   |
| 3º                                | 68ª    | Clive Walford      | TE    | Miami (FL)      |
| 4º                                | 128ª   | Jonathan Feliciano | OG    | Miami (FL)      |
| 5º                                | 140ª   | Ben Heeney         | ILB   | Kansas          |
| 5º                                | 161ª   | Neiron Ball        | OLB   | Florida         |
| 6º                                | 179ª   | Max Valles         | DE    | Virginia        |
| 7º                                | 218    | Anthony Morris     | OT    | Tennessee State |
| 7º                                | 221ª   | Andre Debose       | WR    | Florida         |
| 7º                                | 242ª   | Dexter McDonald    | CB    | Kansas          |

## Calendario
Il calendario della stagione è stato annunciato ad aprile 2015.
| Stagione regolare |                    |                       |                    |                    |                                     |                    |
| Settimana         | Data               | Avversario            | Risultato          | Record             | Stadio                              | Sintesi            |
| 1                 | 13 settembre 2015  | Cincinnati Bengals    | S 13–33            | 0–1                | Oakland-Alameda County Coliseum     | Sintesi            |
| 2                 | 20 settembre 2015  | Baltimore Ravens      | V 37–33            | 1–1                | Oakland-Alameda County Coliseum     | Sintesi            |
| 3                 | 27 settembre 2015  | @ Cleveland Browns    | V 27–20            | 2–1                | FirstEnergy Stadium                 | Sintesi            |
| 4                 | 4 ottobre 2015     | @ Chicago Bears       | S 20–22            | 2–2                | Soldier Field                       | Sintesi            |
| 5                 | 11 ottobre 2015    | Denver Broncos        | S 10–16            | 2–3                | Oakland-Alameda County Coliseum     | Sintesi            |
| 6                 | Settimana di pausa | Settimana di pausa    | Settimana di pausa | Settimana di pausa | Settimana di pausa                  | Settimana di pausa |
| 7                 | 25 ottobre 2015    | @ San Diego Chargers  | V 37–29            | 3–3                | Qualcomm Stadium                    | Sintesi            |
| 8                 | 1º novembre 2015   | New York Jets         | V 34–20            | 4–3                | Oakland-Alameda County Coliseum     | Sintesi            |
| 9                 | 8 novembre 2015    | @ Pittsburgh Steelers | S 35–38            | 4–4                | Heinz Field                         | Sintesi            |
| 10                | 15 novembre 2015   | Minnesota Vikings     | S 14–30            | 4–5                | Oakland-Alameda County Coliseum     | Sintesi            |
| 11                | 22 novembre 2015   | @ Detroit Lions       | S 13–18            | 4–6                | Ford Field                          | Sintesi            |
| 12                | 29 novembre 2015   | @ Tennessee Titans    | V 24–21            | 5–6                | Nissan Stadium                      | Sintesi            |
| 13                | 6 dicembre 2015    | Kansas City Chiefs    | S 20–34            | 5–7                | Oakland-Alameda County Coliseum     | Sintesi            |
| 14                | 13 dicembre 2015   | @ Denver Broncos      | V 15–12            | 6–7                | Sports Authority Field at Mile High | Sintesi            |
| 15                | 20 dicembre 2015   | Green Bay Packers     | S 20–30            | 6–8                | Oakland-Alameda County Coliseum     | Sintesi            |
| 16                | 24 dicembre 2015   | San Diego Chargers    | V 23–20 (DTS)      | 7–8                | Oakland-Alameda County Coliseum     | Sintesi            |
| 17                | 3 gennaio 2016     | @ Kansas City Chiefs  | S 17–23            | 7–9                | Arrowhead Stadium                   | Sintesi            |

Note:
- Gli avversari della propria division sono in grassetto.
- Il simbolo "@" indica una partita giocata in trasferta.

## Classifiche

### Division
| AFC West               | AFC West | AFC West | AFC West | AFC West | AFC West | AFC West | AFC West | AFC West | AFC West |
|                        | V        | S        | P        | %        | DIV      | CONF     | PF       | PS       | Str.     |
| ---------------------- | -------- | -------- | -------- | -------- | -------- | -------- | -------- | -------- | -------- |
| (1) Denver Broncos     | 12       | 4        | 0        | .750     | 4–2      | 8–4      | 355      | 296      | V2       |
| (5) Kansas City Chiefs | 11       | 5        | 0        | .688     | 5–1      | 10–2     | 405      | 287      | V10      |
| Oakland Raiders        | 7        | 9        | 0        | .438     | 3–3      | 7–5      | 359      | 399      | S1       |
| San Diego Chargers     | 4        | 12       | 0        | .250     | 0–6      | 3–9      | 320      | 398      | S2       |

## Staff
| Staff degli Oakland Raiders nel 2015 |
| --- |
| Organi dirigenziali - Proprietario: Mark Davis - General Manager: Reggie McKenzie - Direttore Amministrativo: Tom Delaney - Direttore del personale: Joey Clinkscales - Direttore dello scouting universitario: Shaun Herock Capo allenatore - Jack Del Rio Altri allenatori - Assistente capo-allenatore: Tony Sparano - Sviluppo della forza e della condizione: John Grieco - Assistente sviluppo della forza e della condizione: Vernon Stephens - Qualità e controllo dell'attacco: Justin Griffith - Qualità e controllo della difesa: Eric Sanders Allenatori dell'attacco - Coordinatore dell'attacco: Greg Olson - Assistente capo dell'attacco: Al Saunders - Assistente dell'attacco: Nick Holz - Quarterback: John DeFilippo - Running Back: Kelly Skipper - Wide Receiver: Ted Gilmore - Tight End: Mark Hutson - Offensive Line: Tony Sparano Allenatori della difesa - Coordinatore della difesa: Ken Norton Jr. - Assistente della difesa: Travis Smith - Defensive Line: Terrell Williams - Linebacker: Bob Sanders - Defensive Back: Joe Woods - Assistente Defensive Back: Marcus Robertson Allenatori dello special team - Coordinatore dello Special Team: Bobby April - Assistente dello Special Team: Chris Boniol |

## Roster
| Roster degli Oakland Raiders nel 2015 |
| --- |
| Quarterback - 4 Derek Carr - 14 Matt McGloin Running Back - 26 Roy Helu - 22 Taiwan Jones - 28 Latavius Murray - 49 Jamize Olawale FB - 45 Marcel Reece FB Wide Receiver - 12 Brice Butler - 89 Amari Cooper - 15 Michael Crabtree - 18 Andre Holmes - 10 Seth Roberts - 80 Rod Streater Tight End - 82 Gabe Holmes - 81 Mychal Rivera - 86 Lee Smith - 88 Clive Walford Offensive Linemen - 69 Khalif Barnes G - 70 Tony Bergstrom C - 68 Jon Feliciano G - 77 Austin Howard T - 61 Rodney Hudson C - 66 Gabe Jackson G - 73 Matt McCants T - 72 Donald Penn T - 76 J'Marcus Webb G Defensive Linemen - 96 Denico Autry DE - 97 Mario Edwards Jr. DE - 78 Justin Ellis DT - 52 Khalil Mack ER - 95 Benson Mayowa DE - 92 Stacy McGee DT - 99 Aldon Smith ER - 91 Justin Tuck DE - 90 Dan Williams DT Linebacker - 56 Lorenzo Alexander OLB - 57 Ray-Ray Armstrong OLB - 58 Neiron Ball OLB - 51 Ben Heeney MLB - 50 Curtis Lofton MLB - 53 Malcolm Smith OLB Defensive Back - 20 Nate Allen FS - 42 Larry Asante SS - 38 T.J. Carrie CB - 25 D.J. Hayden CB - 23 Keenan Lambert SS - 21 Dexter McDonald CB - 39 Keith McGill CB - 31 Neiko Thorpe CB - 24 Charles Woodson FS Special Team - 59 Jon Condo LS - 11 Sebastian Janikowski K - 7 Marquette King P Lista delle riserve - 35 Chimdi Chekwa CB (IR) - 84 Andre Debose WR (IR) - 43 Jimmy Hall FS (Waived/injured) - 79 Anthony Morris T (Waived/injured) - 29 Brandian Ross SS (IR) - 71 Menelik Watson T (IR) - 56 Chase Williams OLB (IR) Squadra di allenamento - 34 George Atkinson III RB - 74 Mitch Bell G - 30 SaQwan Edwards CB - 5 Garrett Gilbert QB - 75 Shelby Harris DE - 65 Dan Kistler T - 37 Tevin McDonald FS - 98 Leon Orr DT - 47 Josh Shirley LB - 94 Max Valles DE 53 attivi, 4 inattivi, 10 nella squadra di allenamento |
| Legenda - I rookie sono in corsivo. - Il primo ruolo è il principale mentre gli eventuali successivi indicano i ruoli secondari. - (IR) sta per Injured Reserve ed indica la lista ristretta per un solo giocatore infortunato che può tornare ad allenarsi dopo la settimana 6 e a rientrare in prima squadra dopo che questa ha giocato 8 partite. - (NF-Inj.) / (NF-Ill.) stanno rispettivamente per Non-Football Injured e Non-Football Illness ed indicano le liste dove viene inserito un giocatore che ha un infortunio o una malattia non dipendente dal football americano. - (PUP) sta per Physically Unable to Perform ed indica la lista dove viene inserito un giocatore mentre è in attesa di recuperare la condizione fisica. Nella stagione regolare dopo la sesta partita giocata dalla propria squadra, il giocatore ha tempo tre settimane per riprendere ad allenarsi, più tre settimane aggiuntive dal suo rientro agli allenamenti per rientrare in prima squadra. |